# A Dennis the Menace Christmas
A Dennis the Menace Christmas é um filme lançado diretamente em vídeo estrelado por Maxwell Perry Cotton e Robert Wagner, baseado na tira de jornal Dennis, o Pimentinha. É uma sequência de Dennis the Menace e Dennis the Menace Strikes Again. O roteiro é baseado no conto A Christmas Carol de Charles Dickens. O compositor Peter Allen foi nomeado para um Leo Award pela trilha sonora do filme.

## Enredo
No Natal, Dennis Mitchell está tentando achar o presente ideal para o seu vizinho rabugento, o Sr. Wlison. Um anjo, que está na terra com a missão de propagar o espírito natalino, irá ajudar Dennis nessa tarefa difícil.

## Elenco
- Maxwell Perry Cotton .... Dennis Mitchell
- Robert Wagner .... George Wilson
- Louise Fletcher .... Martha Wilson
- Godfrey Danchimah .... Bob o Anjo
- China Anne McClain .... Margaret
- Kim Schraner .... Alice Mitchell
- George Newbern .... Henry Mitchell
- Jake Beale .... Joey
- Isaac Durnford .... Jack Bratcher
- Heidi Hayes .... Gina
- Jack Noseworthy .... David Bratcher
- Elliot Larson .... Georgie